# Lecanora achroa
Lecanora achroa är en lavart som beskrevs av Nyl. Lecanora achroa ingår i släktet Lecanora och familjen Lecanoraceae.   Inga underarter finns listade i Catalogue of Life.